# Книва
Книва (гот. 𐌺𐌽𐌹𐍅𐌰; лат. Cniva) — король готів приблизно у 250—271 роках. Відомий тим, що розбив римське військо у битві при Абриті, в якій загинуло обидва імператори, Децій та Геренній Етруск. Це стало першим в історії випадком вбивства імператора від рук зовнішнього ворога.

## Життєпис

### Походження
Книва згадується у праці візантійського історика готського походження VI століття Йордана «Про походження і діяння готів». За його даними, Книва був наступником Остроготи, але належав до іншої династії. Хоча Книва, крім як у Йордана, невідомий з інших джерел, та й у того не названий королем, а згадується тільки по імені, він в цілому розглядається як історична особа.
На думку сучасних українських дослідників, воєнного керманича готів на ім’я «Книва» ніколи не існувало. Публій Геренній Дексіпп, що першим його згадує у «Скіфській війні», не знав, що германці терміном «*knewa (*knewan)» визначали ступінь найближчої спорідненості по чоловічій лінії, тобто, сина та спадкоємця, причому спадкоємця найвизначнішого походження. У війську об’єднаних германських племен таким спадкоємцем міг бути тільки син Остроготи – Унуїл з династії Амалів (Hunuil; дослівно, «той, що не піддається чарам»). Інші варіанти імені: Енвіла, Унвен (Henvila, Unven). За своєю етимологією  протогерм. *knewa, *knewan походить від *knee («рід, плем’я»). Звідси ж і прагерм. *kuni, *kunja. Відповідно, *kuniga, *kŭnįga, *kunungaz, *kunigaz дослівно означає «родич (спадкоємець, нащадок) верховного керманича», на той час (250—251 рр.) Остроготи.

### Битва при Абриті
Навесні 250 року три військові колони вторглися на землі Римської імперії. Місцем нападу були провінції Дакія і Мезія та частково Фракія. Похід здійснювався під керівництвом готського короля Книви, який, крім свого власного народу, мобілізував і ряд інших племен (карпів , бастарнів , тайфалів і асдінгів-вандалів) та, ймовірно, римських перебіжчиків. Йордан наводить дані про чисельність війська Книви в 70 тис. воїнів. Хід і результат військового походу показують, що готи на той час вже досягли вершини могутності. Сам Книва показав себе як полководець, що володіє аж ніяк не примітивними знаннями в області тактики і стратегії. Його королівська влада, схоже, настільки зміцнилася, що він міг переносити втрати і поразки, не побоюючись того, що його люди негайно розбіжаться.

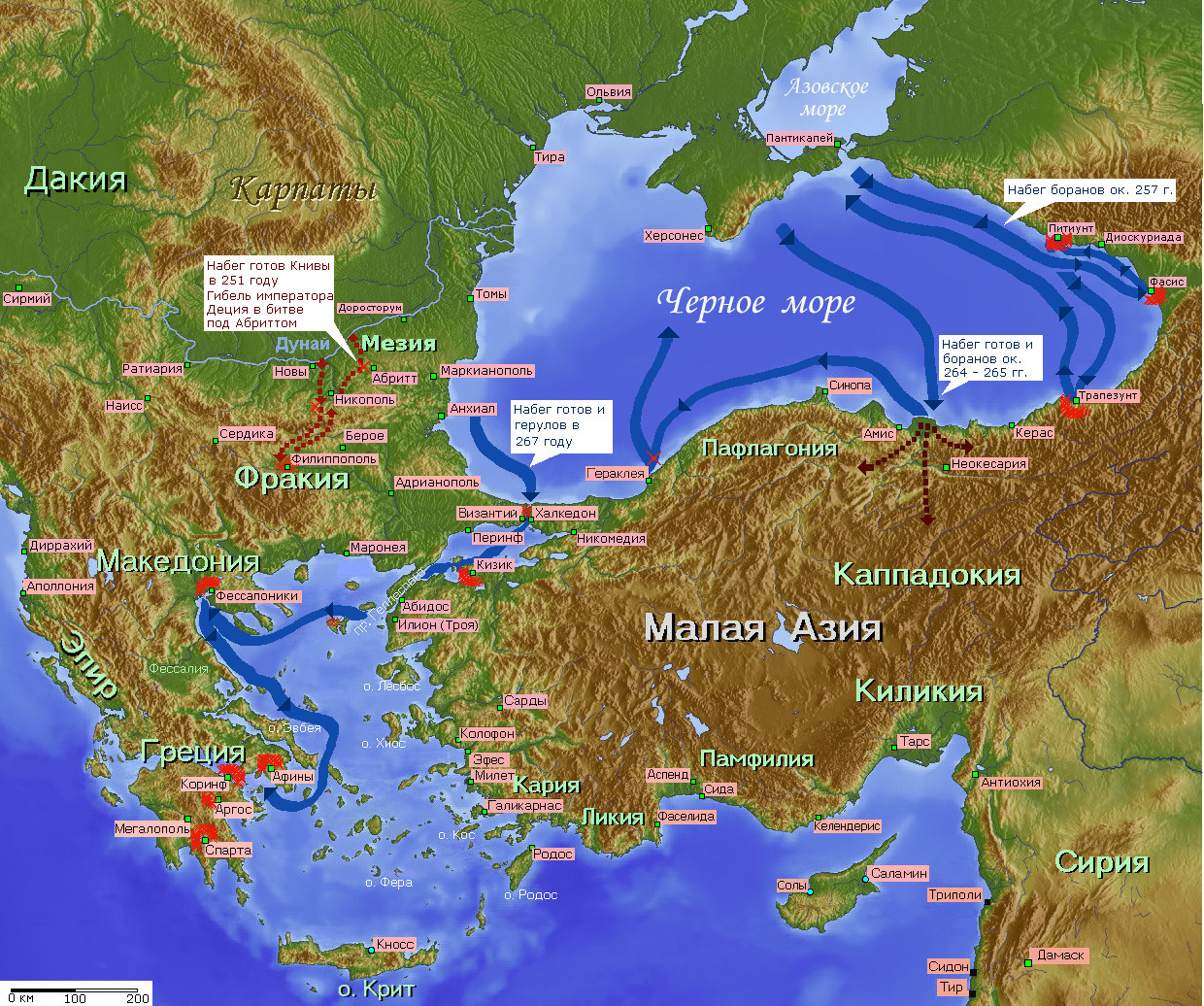
Морські набіги готів і боранів в роки Скіфської війни. Битва при Абриті в 251 році

Після подолання трансалютанского лімесу головному війську Книва вдалося перейти річку Алюту (сучасний Олт). Після цього карпи відділилися від готів і вирушили вгору до Дакії. Книва переправився через Дунай з Челея (сучасне село Гиген), відхилився вниз за течією і вступив до Нижньої Мезії. Третя група, яка, ймовірно, знаходилася під керівництвом вождів Аргайта і Гунтеріха, вже перейшла на той час Нижній Дунай, вторглася до Добруджуи, а згодом дісталася Філіппополя (сучасний Пловдив). У той час як південна армія почала облогу міста, Книва зробив спробу взяти противника в кліщі . Від Нов (суч. Ст'клен, під Свіштова), поблизу гирла річки Ятра (суч. Янтра) готи були відкинуті легатом Мезії та майбутнім римським імператором Требоніаном Галлом. Однак, Книва не повернув назад, а вирушив вгору по Янтрі на південь, щоб з'єднається з іншою групою під Філіппополем. Імператор Децій між тим звільнив Дакію від карпів. Тепер він спробував затримати і розбити готів. Несподівано Децій з'явився під Нікополем, але Книва, вже розграбувавши місто, зник в горах Балканського масиву. Децій переслідував готів у горах і сподівався вже через кілька днів зняти облогу з Філіппополя. Тоді Книва розвернувся і напав на імператорську армію, яка відпочивала після подолання перевалу Шипка в Бероє (суч. Стара-Загора). Тому Децій змушений був спішно повернутися в Нові, на підготовлену Требоніаном Галлом позицію. Тут поблизу Еска він реорганізував свої розбиті загони. Але на це пішли місяці; тільки навесні 251 року римська дунайська армія була готова до наступу, але Філіппополь було втрачено ще влітку 250 року. 
Замкнені в місті фракійські загони проголосили імператором Пріска, для того щоб він уклав з готами угоду. Було запропоновано передати неприступне місто готам і брататися з ними. Але готи не виконали угоди — при взятті міста коїлося щось жахливе, легенда розповідає про 100 тис. загиблих. Хто не загинув, той був поведений в полон, в тому числі багато осіб сенаторського звання. Про узурпатора більше ніхто нічого не чув.
Падіння міста дозволило готам грабувати Фракію та Іллірію . Вони не особливо поспішали з поверненням на батьківщину, хоча обидва Деція, батько і син, стояли на півночі, на Дунаї. Не раніше весни 251 року Книва вирушив назад. Обтяжені здобиччю, готи йшли тим шляхом, яким у минулому році рухалася їх південна група, але тепер у зворотному напрямку — на північний схід. Тим часом імператор надав своєму синові, Гереннію Етруску, титул Августа. Після кількох перших успіхів на початку літа 251 року римляни зробили наступ на головні сили готів у Абриті, що знаходився поблизу сучасного болгарського міста Бургас. Книва, що краще знав місцевість, заманив свого супротивника в неозорі болота. Він розділив готське військо на кілька тактичних одиниць, за допомогою яких спробував оточити імператорські загони. Цей маневр вдався, а Децій і його син загинули.
З великими зусиллями Требоніан Галл врятував залишки римської армії, яка проголосила його після цього імператором. Він був змушений дати дорогу готам до Північного Причорномор'я, забраши з собою як здобич безліч людей і багатств, і крім того, згодився платити їм щорічні платежі. Саме тому йому дорікають в зраді і бездарності, хоча насправді його дії були викликані непереборним розвитком подій. Після поразок під Бероєв і Філіппополем, і особливо після катастрофи під Абриті, у нового імператора не було іншого вибору: він мав якомога швидше позбутися готів. Одночасно вибухнула і епідемія чуми, яка лютувала цілий рік, сили імперії були майже виснажені.

### Смерть
Книва часто ототожнюється з готським вождем Каннабіхом (Каннабавдою), який відомий тим, що у 271 році зазнав поразки від римського імператора Авреліана та загинув.

## Книва у культурі
- Молодий Книва є одним з головних героїв «Римського циклу» Олександра Мазіна.